# Nepál zászlaja
Nepál az egyetlen ország a Földön, melynek zászlaja nem négyszög alakú. Eredeti formájában két zászlóból állt, amelyek a 19. században váltak eggyé. A zászló két egymás felé helyezett háromszögei karmazsinvörös színűek, keskeny kék szegéllyel. A felsőn egy Hold, az alsón egy tizenkét ágú Nap van elhelyezve. A háromszögek a Himalája csúcsait, míg a Nap és a Hold az idő folyását jelképezik, egyben a buddhizmus jelképei is. Mindezen túl a Hold a jelenlegi, a Nap pedig a korábbi uralkodó család szimbóluma. A zászló kifejezi a vágyat, hogy az ország addig létezzen, míg a Nap és a Hold.
A zászlón levő jelképek eredetileg emberi arcot viseltek, de az 1962. december 12-én elfogadott zászlóról mindezt elhagyták, és azóta is tiltják a használatát.

## A nemzeti zászló mellett használt lobogók
A királyi lobogó karmazsinvörös színű, keskeny fehér szegéllyel. A lobogó bal felső sarkában a nemzeti zászlóban is szereplő Hold, jobb felső sarkában pedig a Nap van ábrázolva. A zászló közepén egy ágaskodó fehér oroszlán van elhelyezve, mancsában egy fehér zászlót tartva. A zászló oldalainak aránya 3:4.